# Камена (окръг Тулча)
 Тази статия е за селото в Северна Добруджа, Румъния.  За селото в България вижте Камена.  
Камена или Камъна (на румънски: Camena) е село в Румъния, Северна Добруджа, окръг Тулча, община Хаманджия (Бая).

## История
Запазени са сведения за дейността на училищната организация в Добруджа с протокол от 30 юли 1878 г., където се посочват имената на 12 местни български първенци, натоварени с уреждането на българските училища в Бабадагското окръжие.
До 1940 година Камена е с преобладаващо българско население, което се изселва в България по силата на подписаната през септември същата година Крайовска спогодба.
Жителите на с. Камена се заселват в село Шахинлар (Добричко), което е преименувано на Нова Камена през 1942 г.

## Личности
Родени в Камена
- Стоян Ганев Загорски (1864 – 1930), български генерал
- Желез Вълчев Железов (1912 – 1944), български военен деец, подофицер, загинал през Втората световна война[3]